# 69 Boyz
69 Boyz là một nhóm nhạc bass và hip hop người Mỹ ở Miami bao gồm Thrill từ Jacksonville, Florida và Fast and Slow từ Orlando, Florida, Hoa Kỳ. Nhóm được thành lập Thrill Da Playa với sự hỗ trợ của các nhà sản xuất CC Lemonhead và Jay Ski (đến từ Chill Deal, Quad City DJs và 95 South), và bao gồm các rapper Van "Thrill Da Playa" Bryant, Barry "Fast" Wright.

## Lịch sử

### 1994–1995:199Quad
Nhóm đã thành công vào mùa hè năm 1994 với đĩa đơn đầu tiên, "Tootsee Roll", từ album đầu tay 199Quad. Bài hát đạt đĩa bạch kim và đạt vị trí thứ 8 trên Billboard Hot 100 và vị trí thứ 9 trên bảng xếp hạng R&B. Đĩa đơn thứ hai, "Kitty Kitty", đạt vị trí thứ 55 trên Billboard Hot 100. Ban nhạc đã được trao ba đề cử Giải thưởng âm nhạc Soul Train vào năm 1995.

### 1998:The Wait is Over
Album thứ hai của họ, The Wait is Over, phát hành vào tháng 7 năm 1998 và có đĩa đơn "Woof Woof", được viết cho bộ phim truyện Dr. Dolittle do Eddie Murphy thủ vai chính. Bài hát đạt vị trí thứ 31 trên Billboard Hot 100.

### 2000:2069
Album thứ ba của họ, 2069 được phát hành vào tháng 4 năm 2000 và có một đĩa đơn, "How We Roll".

## Danh sách đĩa nhạc

### Album phòng thu
| 199Quad                                            | - Ngày phát hành: 31 tháng 5, 1994 - Nhãn đĩa: Rip-It - Định dạng: CD      | 59  | 13 |
| The Wait is Over                                   | - Ngày phát hành: 14 tháng 7, 1998 - Nhãn đĩa: Big Beat - Định dạng: CD    | 114 | 39 |
| 2069                                               | - Ngày phát hành: 18 tháng 4, 2000 - Nhãn đĩa: Home Bass - Định dạng: CD   | —   | 55 |
| Trunk Funk 101                                     | - Ngày phát hành: 25 tháng 9, 2001 - Nhãn đĩa: Thundershot - Định dạng: CD | —   | —  |
| "—" biểu thị các bản phát hành không được xếp hạng |                                                                            |     |    |

### Đĩa đơn
| 1994                                               | "Tootsee Roll"     | 8  | 9  | 1  | 199Quad                  |
| 1994                                               | "Kitty Kitty"      | 51 | 36 | 6  | 199Quad                  |
| 1996                                               | "Hoop in Yo Face"  | 95 | 62 | 19 | Sunset Park (soundtrack) |
| 1998                                               | "Woof Woof"        | 31 | 24 | 2  | The Wait is Over         |
| 1998                                               | "Get on Your Feet" | —  | —  | —  | The Wait is Over         |
| 2000                                               | "How We Roll"      | —  | 74 | 5  | 2069                     |
| 2001                                               | "She's Skurred"    | —  | —  | —  | Trunk Funk 101           |
| "—" biểu thị các bản phát hành không được xếp hạng |                    |    |    |    |                          |